# Cerco de Tiro (1187)
O Cerco de Tiro teve lugar de 12 de novembro de 1187 a 1 de janeiro de 1188. Um exército comandado por Saladino fez um assalto anfíbio sobre a cidade, defendida por Conrado de Monferrato. Após dois meses de luta contínua, Saladino dispersou seu exército e recuou para Acre. 

## Antecedentes
Em julho de 1187, Conrado de Monferrato deixa Gênova. Sua primeira intenção era apoiar seu pai na Terra Santa. Conrado era o segundo filho do marquês Guilherme V de Monferrato, o Velho, e sua esposa Judite de Babemberga (1110/1120–1168), filha de Leopoldo III de Babemberga. Ele era meio-irmão de Amadeu III de Saboia, cunhado de Luis VII de França, e primo de Federico I Barbarruiva e de Leopoldo V da Áustria. Seu pai era o senhor do Castelo de São Elias, um pequeno feudo (hoje Tayibe, no distrito Central, na cidade de Israel). 
Conrado primeiramente foi para o Acre que estava nas mãos dos muçulmanos que, depois da desastrosa Batalha de Hatim, detinham grande parte da Terra Santa,  incluindo Jerusalém.  Os remanescentes dos exércitos cruzados se reuniram em Tiro, que era uma das principais cidades sob o domínio cristão. Então Conrado seguiu [navegou] para o norte, para Tiro, e encontrou o que havia sobrado dos exércitos cruzados derrotado pelos Aiúbidas na Batalha de Hatim, comandados por Saladino. Em Tiro estavam Raimundo III de Trípoli, Reginaldo de Sidom, Balião de Ibelin  e outros nobres que haviam escapado àquela batalha de Hatim, alguns dos quais eram, Raimundo, o filho do príncipe de Antioquia, com toda a sua companhia, os quatro filhos de Ermengarda, a dama do Senhorio de Tiberíades e seu esposo Gualtério, eram eles Hugo II de Saint-Omer, Raul de Saint-Omer, Guilherme e Oste, também o conde Joscelino de Courtenay. Raimundo, em seguida, voltou para Trípoli e morreu, pouco depois, por conta de seus ferimentos e Balião foi para Jerusalém buscar, em segurança, seus familiares. .
Neste meio tempo, Saladino, em sua campanha, pós Hatim, seguindo para o norte, tomara  a maior parte das cidades e fortalezas do Reino de Jerusalém,. Assim caíram as cidades de Tiberíades, Acre, em 9 de julho, Nablus, Jafa, Toron, Sidom, Beirute, antes de 6 de agosto e Ascalão, sucessivamente. Movendo contra Jerusalém, e sua consequente captura em 2 de outubro, quando a cidade foi entregue por Balião. 
Já no Tiro, Reginaldo de Sidom, assumindo a liderança da cidade, preparava-se para negociar a sua rendição com Saladino. Nesta negociação, Conrado teria derrubado uma bandeira de Saladino, após o que pediu apoio incondicional aos moradores de Tiro. Reginaldo recusou-se a cooperar e retirou-se para o seu Castelo de Beaufort, seguindo pelo rio Litani, sob a alegação de que iriam refortificar seu castelo em Belfort. 
Com exceção do Líbano, que durou vários meses sob a liderança de Conrado de Monferrato, Conrado se tornou o líder do exército naquele lugar. Ele imediatamente começou a organizar sua defesa nas muralhas da cidade, e ordenou que se fizessem trincheiras profundas através da toupeira que unia a cidade à costa, para impedir que o inimigo se aproximasse da fortaleza.

## O cerco

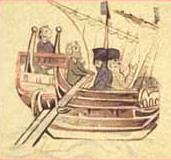
Conrado chega a Tiro: esboço marginal no final dos anos 12 " Brevis Historia Regni Hierosolymitani ", uma continuação dos " Anais de Gênova " (Bib. Nat. Française)

O exército muçulmano chegou em 12 de novembro de 1187 e imediatamente iniciou o cerco. Essa era uma nova tentativa de tomar a cidade. O resto do exército chegou 13 dias depois.  Quando Saladino atacou a cidade, os aiúbidas viram que a cidade estava bem sitiada.
As batalhas foram acirradas com baixas de ambos os lados. O exército de Saladino tinha dezessete catapultas no cerco que constantemente atacavam as muralhas da cidade, enquanto os navios dos cruzados, cheios de arqueiros, besteiros e máquinas de atirar pedras, assediavam o exército atacante. 
Todos os ataques de Saladino fracassaram, e o cerco se arrastou, com ocasionais investidas dos defensores, liderados por um cavaleiro espanhol chamado Sancho Martin,  mais conhecido como o Cavaleiro Verde devido à cor de seus braços. A sua bravura e habilidade foram mencionadas como de causar admiração em ambos os exércitos cristãos e muçulmanos, e particularmente em Saladino. Foi dito que Saladino ofereceu-lhe muitas riquezas se ele se convertesse ao Islão e lutasse em seu exército, no entanto, ele recusou e continuou liderando os ataques cristãos contra o exército muçulmano.
Saladino então apresentou o pai de Conrado Guilherme V de Monferrato, seu prisioneiro, em frente aos portões da cidade (ele havia sido capturado na Batalha de Hatim).  Guilherme havia deixado seu pequeno feudo e se envolvera nas sangrentas batalhas de Hatim, onde foi capturado por Saladino. E saladino, segundo suas palavras, libertaria o pai de Conrado  e lhe daria presentes caso entregasse a cidade aos muçulmanos. Seu pai pediu que Conrado resistissemesmo que os muçulmanos ameaçassem matá-lo. Em resposta a Saladino, Conrado, gritou que talvez fosse melhor a morte, porque seu pai, Guilherme, tivera uma boa vida, e ele mesmo, Conrado, apontou sua besta para o pai. Conrado percebera o blefe de Saladino, e seu pai seria libertado em Tortosa em 1188 vindo a morrer, posteriormente, em 1191, em Tiro, onde havia permanecido. 
Ficou claro para Saladino que apenas vencendo no mar ele poderia tomar a cidade e convocou uma frota de 10 galés comandada por um marinheiro norte-africano chamado Abdal Salam. A frota muçulmana teve sucesso inicial em forçar as galeras cristãs a entrar no porto, mas durante a noite de 29 e 30 de dezembro, uma frota cristã de 17 galés atacou cinco das galeras muçulmanas, infligindo uma derrota decisiva e capturando-as. Cronistas muçulmanos afirmam que a incompetência de Alfaris Bedrane levou à derrota.  As galés restantes foram obrigadas a se retirarem, dados seus números baixos. Após este revés naval, as forças de Saladino fizeram uma tentativa final de tomar a cidade, mas foram novamente derrotadas, sofrendo pesadas perdas. 
Após esses eventos, Saladino convocou seus emires para uma conferência, para discutir se eles deveriam se retirar ou continuar tentando. As opiniões foram divididas, mas Saladino, vendo o estado de suas tropas, decidiu se retirar para o Acre. O cerco terminou em 1 de janeiro de 1188. 
Em detrimento a isto a cidade sofreu uma série de ataques, após o que Saladino desistiu e virou-se para o sul, em direção à Cesaréia, Arçufe e Jafa. 

## Consequências
Após a vitória, o prestígio de Conrado recebeu um grande impulso. Para Saladino,  constituiu um ponto de virada em seu prestígio. Provou a incapacidade de seu exército de sustentar longos cercos. Para os cruzados, foi uma vitória muito importante porque Tiro tornou-se uma referência para o futuro renascimento cristão durante a Terceira Cruzada. Se Tiro não tivesse resistido, é provável que a Terceira Cruzada tivesse obtido muito menor sucesso.   Assim, sem a derrota em Hatim e a conseqüente perda de Jerusalém, provavelmente, não haveria a Terceira Cruzada.